# Maciej Chmara
Maciej Chmara (ur. 5 stycznia 1973) – polski lekkoatleta, wieloboista, mistrz i reprezentant Polski.

## Kariera sportowa
Był zawodnikiem Zawiszy Bydgoszcz.
Na mistrzostwach Polski seniorów na otwartym stadionie zdobył cztery medale w dziesięcioboju: złote w 1996 i 1997, srebrny w 1994 i brązowy w 1995. W halowych mistrzostwach Polski seniorów wywalczył trzy medale w siedmioboju: złote w 1995 i 1997 i srebrny w 1994.
Reprezentował Polskę na zawodach Pucharze Europy w wielobojach. W 1993 zajął 17. miejsce w zawodach I ligi (II poziom rozgrywek), z wynikiem 7080, w 1994 był 15. w zawodach I ligi (II poziom rozgrywek), z wynikiem 7355, w 1997 był 6. w zawodach 2 Ligi (III poziom rozgrywek), z wynikiem 7594.
Rekord życiowy w dziesięcioboju: 7594 (29.06.1997), w siedmioboju w hali: 5607 (27.02.1994).